# Sekundærrute 403
Sekundærrute 403 springer ud ved Primærrute 24 mellem Aabenraa og Esbjerg og strækker sig fra toppen af en af Sønderjyllands sydligste kommuner; Aabenraa Kommune, over skælvet mellem Sydjylland og Sønderjylland ved Kongeåen og videre 3 km nord på til Vejen i Vejen Kommune, hvor den ender ud ved motorvejsafkørsel 68, Vejen på E20, Esbjergmotorvejen. Som borger i for eksempel Vejen Kommune, Billund Kommune og andre kommuner på Selve strækningen, er Sekundærrute 403 den mest direkte forbindelse mellem E20 Ved frakørsel Vejen og E45 Ved frakørsel Aabenraa N (Rødekro). Der er skiltet til begge af nævnte afkørsler flere forskellige steder på ruten. 

403 går igennem følgende byer: Over Jerstal, Skrydstrup, Vojens, Jegerup, Sommersted, Mølby, Jels, Skodborg, Skodborghus og Vejen. Flere steder på ruten er der lavet riller i midterrabatten for at undgå halv-sovende billister og andre uopmærksomme bilister, slinger over i den forkerte vognbane.